# Schronisko w Rafajłowej
Schronisko w Rafajłowej – należące do Warszawskiego Klubu Narciarskiego (WKN) schronisko turystyczne położone na we wsi Rafajłowa (obecnie Bystrzyca) w Gorganach. Funkcjonowało w latach 1937–1939, budynek spłonął w 1941. 

## Historia
Po zakończeniu budowy pierwszego własnego schroniska, na Polanie Chochołowskiej w Tatrach, WKN rozpoczął pracę nad postawieniem kolejnego obiektu, tym razem w Karpatach Wschodnich. Inicjatorem prac był ówczesny prezes klubu Wacław Weker. Będąc z zawodu architektem, sam w 1936 roku przygotował projekt budynku w stylu huculskim, który zdecydowano się wznieść we wsi Rafajłowa we wschodniej części Gorganów. Pod budowę wybrano działkę położoną blisko centrum wsi, w pobliżu stacji kolejki leśnej z Nadwórny, jednak położoną na niewielkim wzgórzu, na wysokości ok. 760 m n.p.m. Rozpościerał się stamtąd widok na graniczne pasmo Połoniny Czarnej (pasmo Bratkowskiej), a jednocześnie w najbliższej okolicy istniały warunki do organizowania szkółek narciarskich.
Mając dobre kontakty z władzami Ministerstwa Komunikacji (wiceminister Aleksander Bobkowski był aktywnym członkiem WKN-u), Klub otrzymał wysoką dotację na budowę schroniska od naczelnika Wydziału Turystyki Henryka Szatkowskiego, dzięki czemu prace mogły sprawnie posuwać się naprzód. Działania terenowe rozpoczęto od wyrównania terenu, co nastąpiło prawdopodobnie jeszcze w roku 1936. Wiosną kolejnego roku położono kamień węgielny i rozpoczęto układanie zrębu. Nad przebiegiem prac czuwali – podobnie jak w Tatrach – Weker i Maksymilian Dudryk-Darlewski. Już jesienią 1937 roku w obecności zaproszonych gości odbyła się uroczystość zawieszenia wiechy oraz wmurowania aktu erekcyjnego. Dokument został odczytany przez członka Klubu płk. Franciszek Trzepałko, a wmurował go minister Bobkowski. Ceremonię dopełniło poświęcenie zrębu przez miejscowych kapłanów – rzymsko- i greckokatolickiego.
Schronisko pierwszych gości przyjęło na Boże Narodzenie 1937 roku, choć ostatnie prace wykończeniowe odbywały się jeszcze w pierwszych tygodniach nowego roku. Oficjalne otwarcie połączone z poświęceniem obiektu zaplanowano na 17 lutego 1938 r. i powiązano z Marszem Narciarskim Szlakiem Drugiej Brygady – zawodami organizowanymi przez Polski Związek Narciarski, Towarzystwo Przyjaciół Huculszczyzny oraz Państwowy Urząd Wychowania Fizycznego i Przysposobienia Wojskowego dla upamiętnienia pobliskich walk Legionów Polskich w czasie I wojny światowej. Schronisku nadano wówczas imię II Karpackiej Brygady Legionów Polskich. Dla gości udających się w Gorgany przygotowano specjalny pociąg ekspresowy, który dowiózł ich z Warszawy do Nadwórny. 
Na parterze budynku znalazły się: przestronna jadalnia, świetlica, dwie kuchnie (główna i turystyczna), narciarnia, pomieszczenia gospodarcze oraz pokój kierownika schroniska, którym został członek WKN-u Borys Warnegau. Na wyższych kondygnacjach mieściło się 12 wieloosobowych sal sypialnych (osiem na pierwszym poziomie poddasza, cztery na drugim). Obiekt wyposażony był w centralne ogrzewanie, bieżącą zimną wodę, a w natryskach i umywalniach także wodę ciepłą. Jednorazowo w schronisku nocować mogło prawdopodobnie 60–80 osób. Oprócz tego w budynku zlokalizowano też stację ratunkową Towarzystwa Krzewienia Narciarstwa oraz kancelarię miejscowej jednostki Korpusu Ochrony Pogranicza.
Obiekt, nazywany zwyczajowo „WKN-em” („Wukaenem”), cieszył się dobrą renomą wśród narciarzy i pomimo krótkiego czasu swojego istnienia uzyskał status niemalże kultowego.
Po wybuchu II wojny światowej schronisko opustoszało, pozostał w nim jedynie kierownik obiektu. Kontrolujące okolicę wojska radzieckie zajęły budynek dopiero z nastaniem zimy 1939 roku, wcześniej obawiając się, ze schronisko mogło zostać zaminowane. Wewnątrz utworzono miejsce przetrzymywania osób zatrzymanych przy przekraczaniu granicy z Węgrami. W obiekcie dochodziło do przesłuchań i egzekucji. 
Schronisko nie przetrwało wojny. Zostało podpalone latem 1941 roku przez wojska radzieckie wycofujące się w tych terenów po ataku III Rzeszy na ZSRR. Z uwagi na nieumiejętne podłożenie ognia drewniane schronisko dopalało się dość długo, jednak okoliczna ludność nie podejmowała prób jego ugaszenia, spodziewając się, że pod obiekt wykorzystywany na cele wojskowe mogły zostać podłożone materiały wybuchowe. Podaje się niekiedy, że schronisko spłonęło dopiero w 1944 roku podczas walk polskiej partyzantki z oddziałami niemieckimi.
Obiekt został doszczętnie strawiony przez ogień, nie pozostał po nim żaden ślad. Na jego miejscu w późniejszych latach wzniesiono obiekt administracji leśnej.

## Forma architektoniczna
Projekt schroniska stanowił adaptację formy tradycyjnej huculskiej grażdy – czworobocznej zagrody zamkniętej wysokim ogrodzeniem. Całość wzniesiono w konstrukcji wieńcowej – zarówno trzy ustawione w podkowę skrzydła budynku, jak i frontowy płot zamykający wewnętrzne podwórze. W jego centrum umiejscowiono bramę, a po jej obu stronach po trzy masywne otwarte okna. Wszystkie części budynku posiadały wysokie poddasza z mansardowymi oknami, przy czym w środkowej części schroniska poddasze było dwupoziomowe. Dzięki takiemu zabiegowi uzyskano dodatkową przestrzeń sypialną. Cały budynek nakryty był stromym dachem półszczytowym pokrytym gontem. Połać dachu była mocno wysunięta poza lico ściany i wsparta na rysiach, a od jednej ze stron także na drewnianych filarach.
Za budowę odpowiadali miejscowi cieśle, co można było dostrzec w licznych zastosowanych detalach architektonicznych. Przyczółki dachu zdobione były dwukolorową drewnianą mozaiką. Wejście do budynku zwieńczono dekoracją z promieniście ułożonych listew z monogramem „WKN”. Uwagę przykuwały też ornamenty wycięte w futrynach okien podwórza, czy elementy konstrukcyjne dachu (rysie, rzeźbione podpory dachu). Zgodnie z prawidłami miejscowej sztuki ludowej gontem pokryto także daszki nad ogrodzeniem i bramą wjazdową.

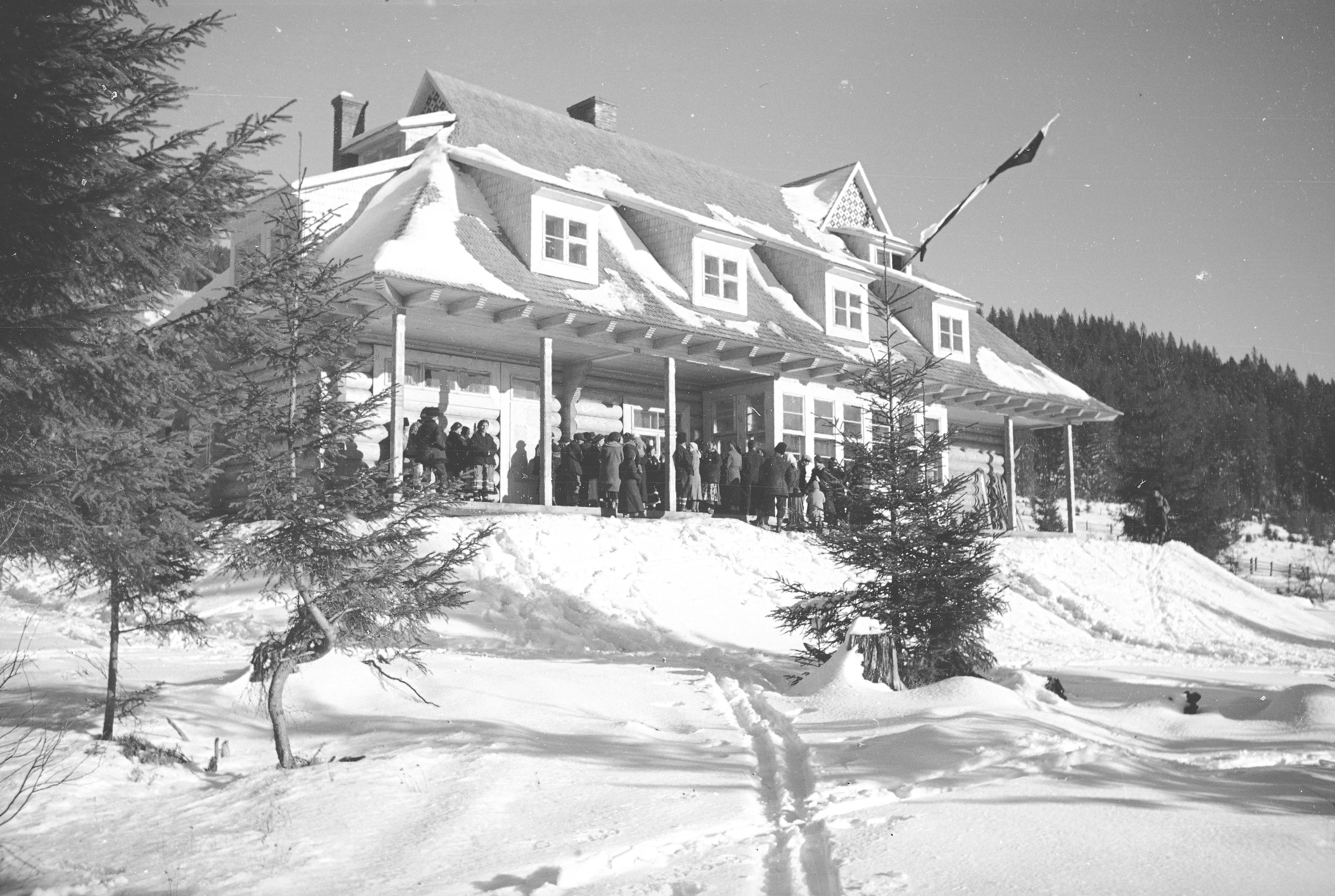
Fasada północno-wschodnia
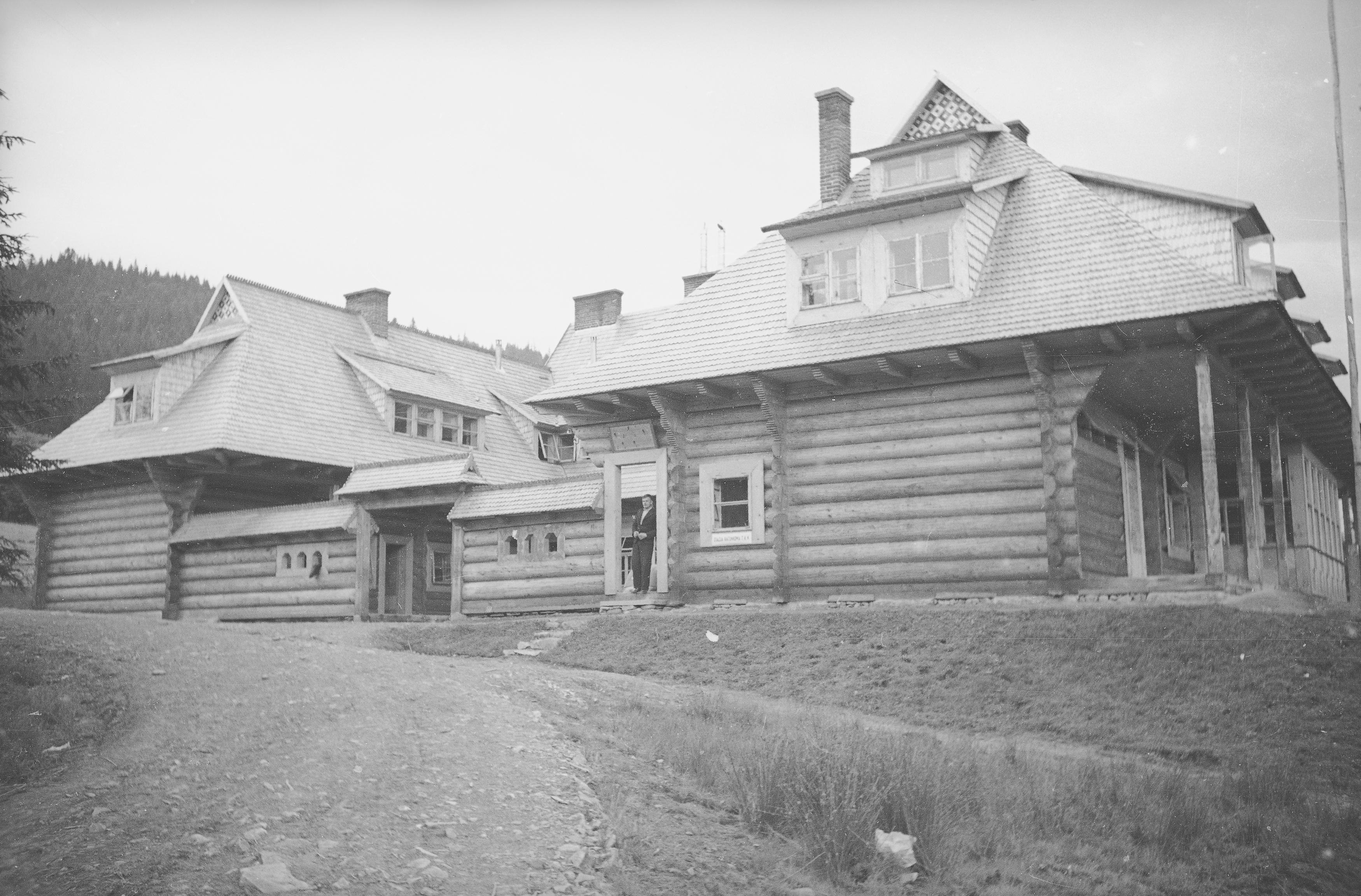
Fasada południowo-wschodnia
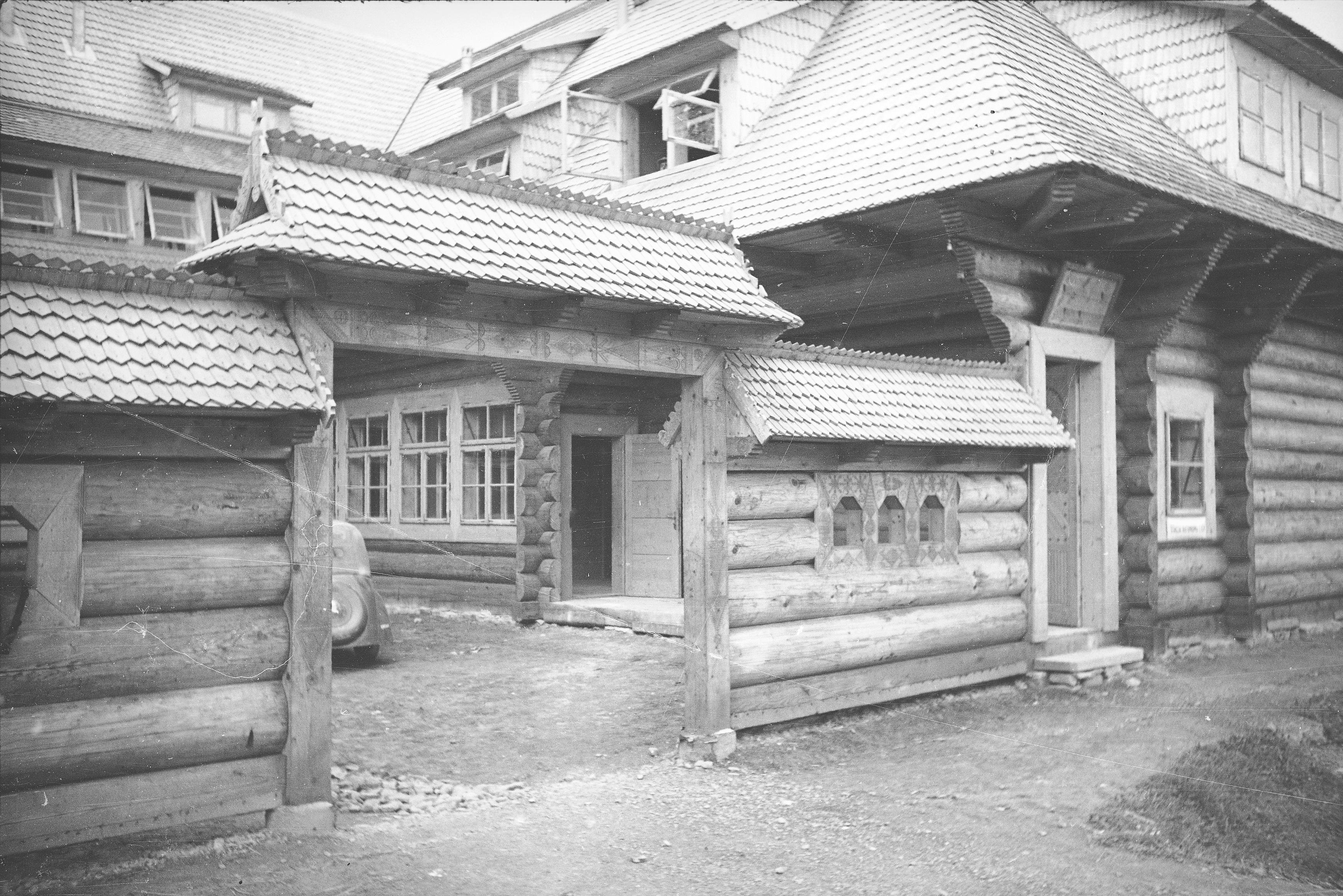
Brama zamykająca podwórze
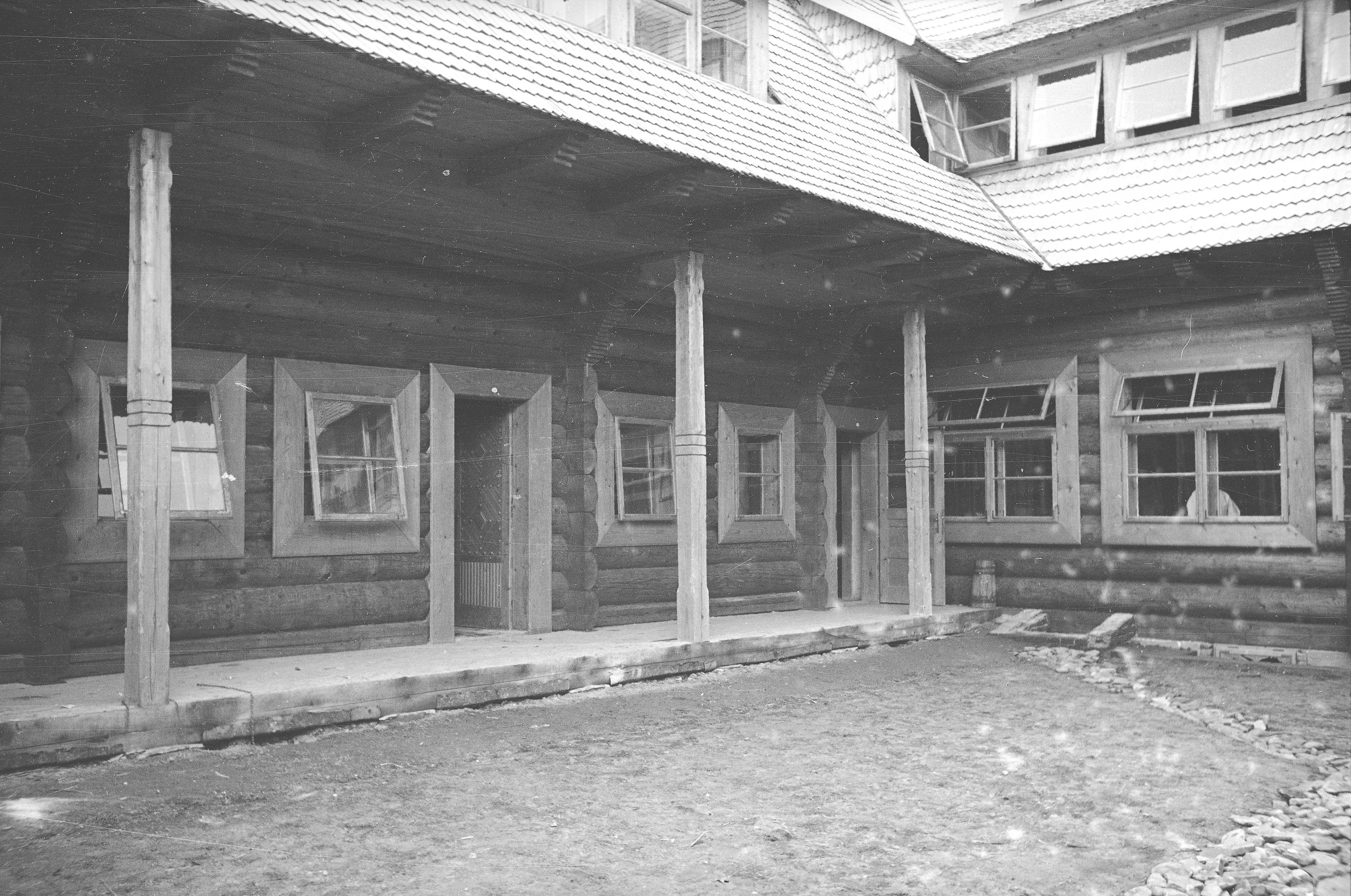
Podwórze schroniska
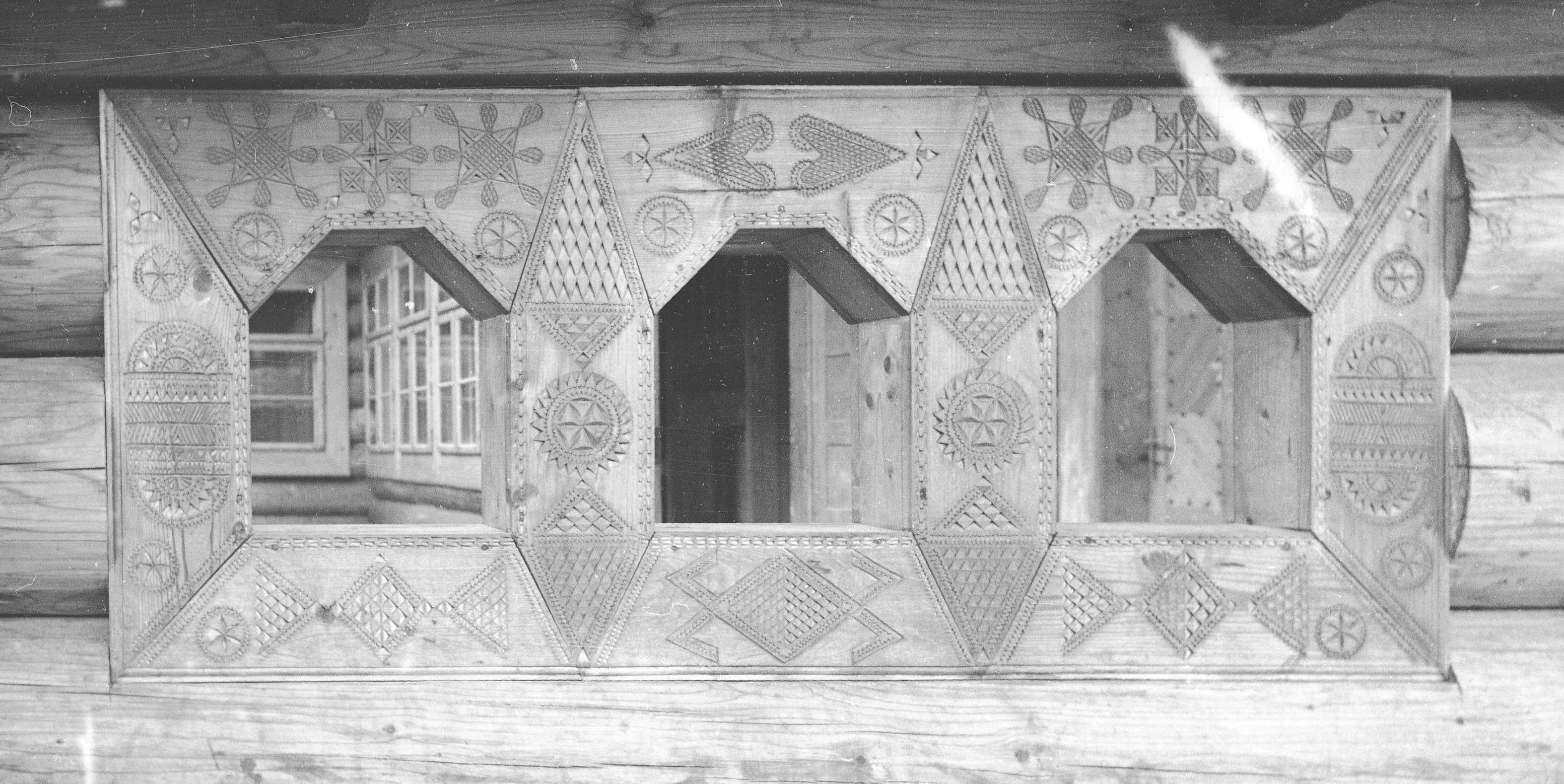
Okna w ogrodzeniu
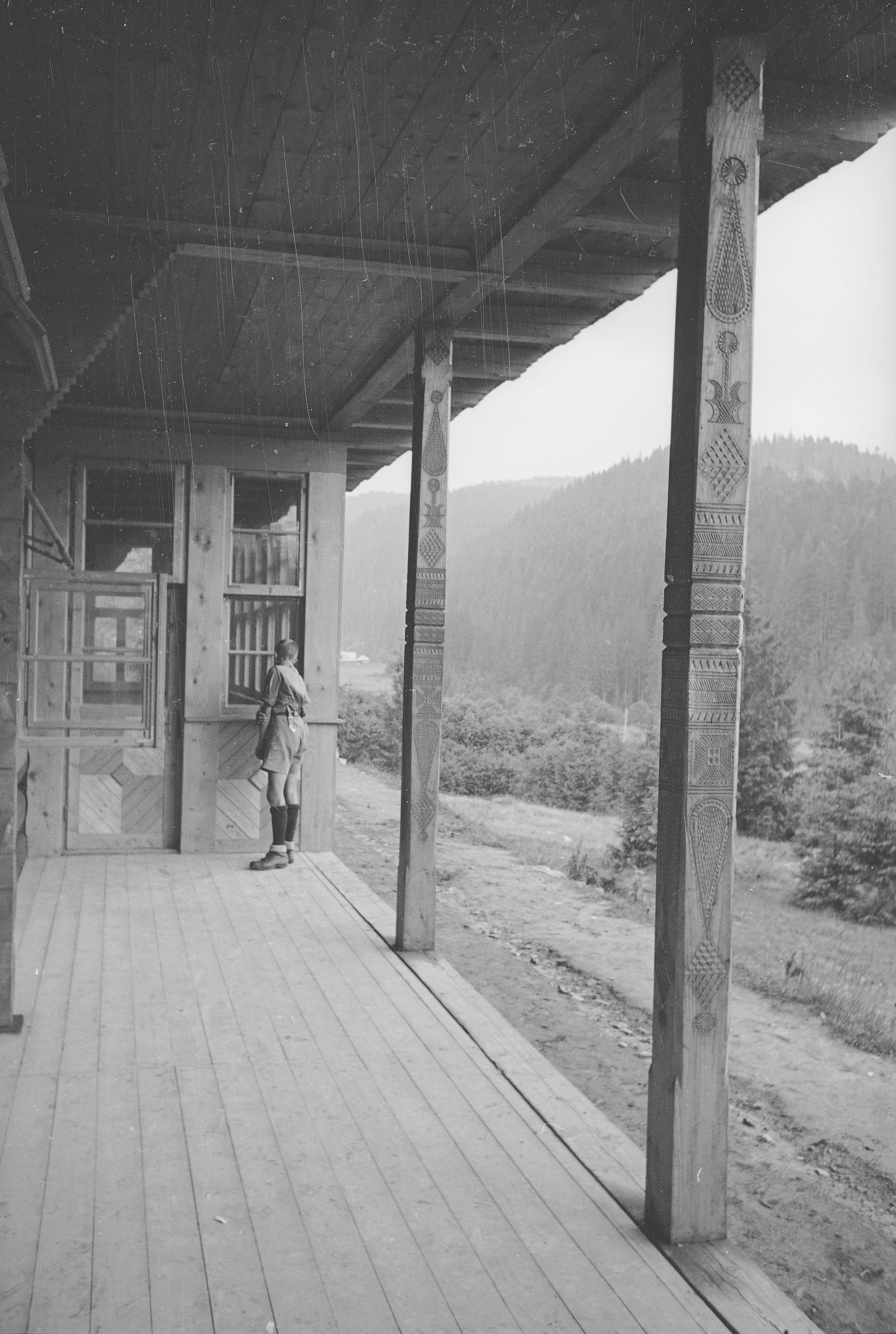
Zdobione podpory fasady północno-wschodniej

## Szlaki turystyczne
Rafajłowa w latach 30. XX wieku stanowiła duży węzeł szlaków turystycznych, spośród których zasadnicze znaczenie miał główny szlak wschodniobeskidzki, od 1935 roku wchodzący w skład ogólnokrajowego Głównego Szlaku Karpackiego im. Józefa Piłsudskiego.
- Główny Szlak Karpacki:
  - na Sywulę (1836 m n.p.m.) przez Bojaryn (1679 m n.p.m.),
    - odgałęzienie na Sywulę doliną Sałatruka[b],

  - na Doboszankę (1754 m n.p.m.) przez Doużyniec, Ozirny i Medweżyk (1737 m n.p.m.),
    -  odgałęzienie na Krzyżówkę (1161 m n.p.m.) i do schroniska na Niżnej,
- na Doboszankę przez Poleński (1694 m n.p.m.) i Piekun (1657 m n.p.m.)[b],
- na Maksymiec (1489 m n.p.m.) i dalej – bez znaków – na Sywulę,
- okrężny na Przełęcz Rogodze Wielkie (Pantyrską – 1110 m n.p.m.) i do schronisko na Pantyrze,
- na grzbiet Połoniny Czarnej (pasma Bratkowskiej) 
  -  stamtąd na Bratkowską (1792 m n.p.m.) albo Czarną Klewę (1723 m n.p.m.).
- na Płoskę (1355 m n.p.m.)[b][23][24][25][26][27].